# Качуровський Володимир Іванович
Володи́мир Іва́нович Качуро́вський (* 28 квітня 1941, село Слобідка-Гуменецька, нині Кам'янець-Подільського району Хмельницької області) — російський учений, педагог. Кандидат педагогічних наук (1978). Професор (1992). Заслужений учитель школи РРФСР (1980). Академік Російської академії природознавства (обрано 23 квітня 1996 року).

## Біографія
Володимир Качуровський народився у багатодітній сім'ї Івана Михайловича та Олександри Самуїлівни Качуровських, які виростили сім синів і доньку .
1963 року закінчив фізико-математичний факультет Кам'янець-Подільського педагогічного інституту (нині Кам'янець-Подільський національний університет).
Від 1965 року працює в місті Перм на різних посадах у сфері освіти та науки. У 1965—1968 роках — учитель фізики середньої школи № 81, у 1968—1969 роках — директор середньої школи № 134, у 1969—1972 роках — заступник завідувача, у 1972—1982 роках — завідувач Пермського міського відділу освіти.
1978 року захистив кандидатську дисертацію в Академії педагогічних наук СРСР.
У 1982—1988 роках — завідувач Пермського обласного відділу народної освіти.
Від 1988 року — завідувач кафедри педагогіки Пермського державного університету, від 1992 року — проректор із наукової роботи, професор. Читає для студентів фундаментальні курси «Педагогіка», «Методика викладання у вищому навчальному закладі» та інші.

## Нагороди
1976 року нагороджено орденом «Знак Пошани».
2002 року Указом Президента Росії нагороджено орденом Дружби «за досягнені трудові успіхи та багатолітню добросовісну роботу» .